# John Wood (actor inglés)
John Norris Wood (Derbyshire, 5 de julio de 1930-Chipping Campden, Gloucestershire, 6 de agosto de 2011) fue un actor británico.

## Biografía
John Wood estudió Derecho en el Jesus College en Oxford. Fue allí donde descubrió su interés por una carrera como actor. Más tarde, como actor teatral, estaba en el Old Vic Theatre, donde trabajó, entre otros, junto con Richard Burton, y estaba también activo en el Royal Court. Tuvo un tremendo éxito como actor teatral hasta el punto de retirarse una vez temporalmente durante seis ańos en su desesperación al respecto. Es considerado además como uno de los mejores actores teatrales del siglo pasado, sobre todo en las obras de Tom Stoppard y William Shakespeare. También hizo apariciones en Broadway; aunque no fueron en gran número.
Su primera papel en una película la interpretó Wood en la película A Stolen Face, del año 1952. En la comedia Somebody Killed her Husband (1978), apareció por primera vez en un papel importante junto con Farrah Fawcett y Jeff Bridges. Por su papel como el Dr. Stephen Falken en la película de suspenso y ciencia ficción Juegos de guerra (1983), fue nominado en el año 1984 para el Premio Saturn. En la comedia Jumpin' Jack Flash, apareció junto con Whoopi Goldberg, y en Heartburn, junto con Meryl Streep y Jack Nicholson. En la versión de Sabrina rodada en 1995, interpretó al papá de Sabrina. Por su papel en la película Chocolat (2000), fue nominado para el Screen Actors Guild Award en el año 2001.
Wood ganó en el año 1976 el Premio Tony por su papel en la obra de teatro Travesties. En los años 1968 y 1975, él fue nominado para el mismo premio. En el año 1991, él recibió el Premio London Evening Standard Theatre y, en 1998, él fue nombrado para el Premio Laurence Olivier.
Se retiró de su carrera en el 2008, cuando contrajo entonces una enfermedad. John Wood se casó dos veces y tuvo dos hijos y dos hijas.

## Filmografía seleccionada
- 1952: A Stolen Face
- 1962: Postman's Knock
- 1963: Love Is a Ball
- 1968: Just Like a Woman
- 1970: One More Time
- 1970: Which Way to the Front?
- 1978: Somebody Killed Her Husband
- 1983: Juegos de guerra
- 1985: The Purple Rose of Cairo
- 1985: Ladyhawke
- 1986: Heartburn
- 1986: Lady Jane
- 1986: Jumpin' Jack Flash
- 1987: At Mother´s Request
- 1992: Orlando
- 1993: The Young Americans
- 1993: Shadowlands
- 1994: Uncovered
- 1995: Sabrina
- 1995: Richard III
- 1995: Citizen X
- 1996: Jane Eyre
- 1998: The Avengers
- 2000: El pequeño vampiro
- 2000: Chocolat
- 2001: The Body
- 2001: Victoria & Albert
- 2004: The Return of the Dancing Master
- 2007: Lewis